# Água Branca (Paraíba)
Água Branca is een gemeente in de Braziliaanse deelstaat Paraíba. De gemeente telt 10.581 inwoners (schatting 2009).